# Francesco Maria Della Rovere
Francesco Maria Della Rovere est un noble génois né le 13 février 1695 à Gênes et décédé le 23 mai 1768 dans la même ville. Il est le 168e doge de Gênes, du 29 janvier 1765 au 29 janvier 1767.

## Biographie

Armoiries nobles de la Famille Della Rovere

Fils unique de Clemente et de Maria Doria, il naît à Gênes le 13 février 1695. Plus étroitement lié aux intérêts culturels et aux affaires commerciales, Francesco Maria Della Rovere accorde peu d’attention à la politique active et à la gestion publique de l’État génois. En fait, son nom apparaît pour la première fois en 1746 parmi les membres du Magistrat de guerre, pendant l'occupation autrichienne de Gênes. Bien qu'il ne s'engage que marginalement dans la résistance génoise, il favorise sa révolte. Par la suite, à plusieurs reprises, il fut désigné pour des fonctions publiques, notamment chargé des fournitures et des prix des produits de première nécessité. 
Le 29 janvier 1765, le Grand Conseil l'élit comme le nouveau doge de Gênes à la majorité de 246 voix des 444 membres présents à l'élection. Parmi ses actes accomplis dans son mandat, il est mentionné l'attribution de nouvelles familles qui, au cours des années de Guerre de Succession d'Autriche, et d'événements génois apparentés étaient fidèles et aux côtés des institutions. 
A ses propres frais, il a commandé de nouveaux travaux de conservation et de restauration pour le Palais ducal, résidence biennale du doge en fonction et siège du pouvoir politique en raison de la présence du Conseil majeur et mineur de la république de Gênes. Il entretint également de bonnes relations avec le Saint-Siège de Rome et, grâce à ses connaissances romaines, il favorisa l'élection au cardinalat des Génois Nicolò Serra et Lazzaro Pallavicini. 
Le 29 janvier 1767, Francesco Maria Della Rovere termine son mandat. Il est décédé à Gênes le 23 mai 1768. N'ayant aucune descendance de sa femme Caterina Negrone - fille de l'ancien Doge Domenico et petit-fils d'autres doges génois - la branche noble génoise de Della Rovere a disparu. Parmi les biens appartenant à Francesco Maria Della Rovere, il y avait la Villa Gavotti à Albisola Superiore qui, dans la seconde moitié du XVIIIe siècle, avait commandé des travaux d’agrandissement et de rénovation. 

## Référence
- (it) Cet article est partiellement ou en totalité issu de l’article de Wikipédia en italien intitulé « Francesco Maria Della Rovere (doge) » (voir la liste des auteurs).

### bibliographie
- (it) Sergio Buonadonna et Mario Mercenaro, Rosso doge. I dogi della Repubblica di Genova dal 1339 al 1797, Gênes, De Ferrari, 2007